# Cantonul Branne
Cantonul Branne este un canton din arondismentul Libourne, departamentul Gironde, regiunea Aquitania, Franța.

## Comune
- Baron
- Branne (reședință)
- Cabara
- Camiac-et-Saint-Denis
- Daignac
- Dardenac
- Espiet
- Génissac
- Grézillac
- Guillac
- Jugazan
- Lugaignac
- Moulon
- Naujan-et-Postiac
- Nérigean
- Saint-Aubin-de-Branne
- Saint-Germain-du-Puch
- Saint-Quentin-de-Baron
- Tizac-de-Curton